# Smaragdspanner
De smaragdspanner (Thetidia smaragdaria) is een vlinder uit de familie van de spanners (Geometridae).
De spanwijdte van deze vlinder is 27 tot 35 millimeter. De vleugels zijn groen, de achtervleugel is wat bleker naar de costa toe. Over de voorvleugels lopen twee witte bochtige dwarslijnen. Voor- en achtervleugels hebben een witte middenstip.
De soort gebruikt zeealsem, boerenwormkruid en duizendblad als waardplanten. De soort vliegt in een jaarlijkse generatie van halverwege juni tot halverwege juli. De rups is te vinden van juli tot in juni het volgende jaar en overwintert. 
De smaragdspanner komt voor van Europa tot het noorden van China en het gebied rond de Amoer. In België was de soort zeer zeldzaam, maar is er geen waarneming bekend van na 1980. In Nederland is de soort voor zover bekend niet waargenomen.